# Liste der Biografien/Tip
Liste der Biografien |
Portal Biografien |
Personensuche
# |
A |
B |
C |
D |
E |
F |
G |
H |
I |
J |
K |
L |
M |
N |
O |
P |
Q |
R |
S |
T |
U |
V |
W |
X |
Y |
Z |
?
 
Ta |
Tc |
Te |
Tf |
Tg |
Th |
Ti |
Tj |
Tk |
Tl |
Tm |
To |
Tq |
Tr |
Ts |
Tu |
Tv |
Tw |
Tx |
Ty |
Tz
 
Tia |
Tib |
Tic |
Tid |
Tie |
Tif |
Tig |
Tih |
Tii |
Tij |
Tik |
Til |
Tim |
Tin |
Tio |
Tip |
Tiq |
Tir |
Tis |
Tit |
Tiu |
Tiv |
Tiw |
Tix |
Tiy |
Tiz
Die Liste der Biografien führt alle Personen auf, die in der deutschsprachigen Wikipedia einen Artikel haben. Dieses ist eine Teilliste mit 74 Einträgen von Personen, deren Namen mit den Buchstaben „Tip“ beginnt.

## Tip

### Tipa
- Tipa, Alberto (1732–1783), italienischer Bildhauer und Krippenbauer
- Tipaldi, Andy (1894–1969), kanadischer Banjospieler

### Tipi
- Tipi, Ismail (1959–2023), deutscher Politiker (CDU), MdL

### Tipk
- Tipke, Klaus (1925–2021), deutscher Steuerrechtswissenschaftler

### Tipl
- Tipler, Frank J. (* 1947), US-amerikanischer Mathematiker, Physiker, PhilosophFrank J. Tipler (* 1947)

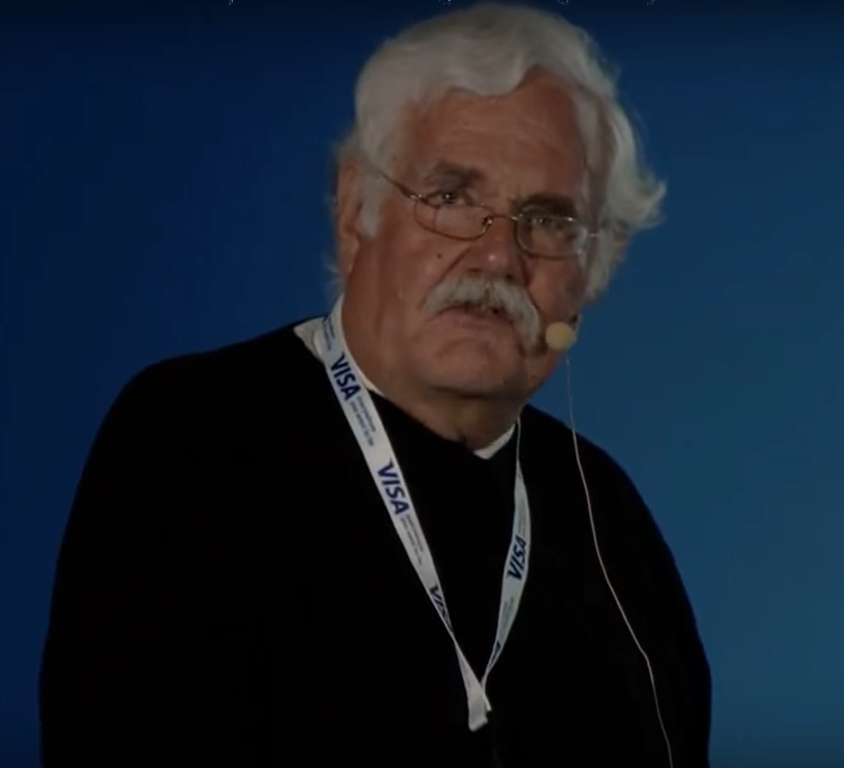
Frank J. Tipler (* 1947)

- Tipler, Paul A. (* 1933), US-amerikanischer Physiker

### Tipn
- Tipner, Evald (1906–1947), estnischer Fußball-, Eishockey- und Bandyspieler

### Tipo
- Tipo, Maria (1931–2025), italienische Pianistin
- Tipold, Alexander (* 1967), österreichischer Rechtswissenschaftler
- Tipold, Bernd (* 1959), deutscher Fußballspieler
- Tipote, Filomena Mascarenhas (* 1969), guinea-bissauische Politikerin
- Tipotsch, Nina (* 1988), österreichische Skirennläuferin

### Tipp
- Tipp, Edmund (1909–1975), deutscher Jurist
- Tippach, Steffen (* 1967), deutscher Politiker (Die Linke), MdL, MdB
- Tippach-Schneider, Simone (* 1962), deutsche Publizistin und Ausstellungsmacherin
- Tippe, Jürgen (1935–2009), deutscher Mathematiker sowie Hochschulrektor und -präsident
- Tippel, Andrea (1945–2012), deutsche Zeichnerin und Autorin
- Tippel, Franz (1923–2010), deutscher Maler und Grafiker
- Tippel, Klaus (1913–1976), deutscher Architekt und Baudirektor in Bremen
- Tippelskirch, Ernst Ludwig von (1774–1840), preußischer Generalleutnant sowie Stadtkommandant von Berlin
- Tippelskirch, Friedrich von (1802–1866), preußischer Theologe (Lutherisch) sowie Gründer und Herausgeber
- Tippelskirch, Kurt von (1880–1946), deutscher Diplomat
- Tippelskirch, Kurt von (1891–1957), deutscher General der Infanterie im Zweiten Weltkrieg; Militärhistoriker
- Tippelskirch, Oskar von (1834–1908), preußischer Generalleutnant
- Tippelskirch, Werner von (1891–1980), deutscher Diplomat
- Tippelskirch, Wolf-Dieter von (1920–1991), deutscher Schriftsteller
- Tippelskirch, Xenia von (* 1971), deutsche Historikerin
- Tippelt, Dieter (* 1953), deutscher Fußballspieler
- Tippelt, Ernst (1943–2025), deutscher Fußballspieler
- Tippelt, Frank (* 1937), deutscher Geräteturner
- Tippelt, Josef (1908–1943), böhmischer Lehrer, Kolping-Senior, NS-Gegner, Märtyrer
- Tippelt, Nico (* 1967), deutscher Politiker (FDP), MdL Sachsen
- Tippelt, Rudolf (* 1951), deutscher Pädagoge
- Tippelt, Sabine (* 1961), deutsche Politikerin (SPD), MdL
- Tippelt, Sven (* 1965), deutscher Geräteturner
- Tippelt, Ulf (* 1963), deutscher Sportwissenschaftler und Sportfunktionär
- Tippenhauer, Hans-Dieter (1943–2021), deutscher Fußballtrainer
- Tipper, Dominique (* 1985), britische Schauspielerin
- Tipper, John (* 1944), britischer Eisschnellläufer
- Tippett, Andre (* 1959), US-amerikanischer American-Football-Spieler
- Tippett, Dave (* 1961), kanadischer Eishockeyspieler
- Tippett, Joe (* 1982), US-amerikanischer Schauspieler
- Tippett, Keith (1947–2020), britischer Jazzpianist und Komponist
- Tippett, Michael (1905–1998), englischer Komponist
- Tippett, Owen (* 1999), kanadischer Eishockeyspieler
- Tippett, Phil (* 1951), US-amerikanischer Special effects Künstler
- Tippetts, Julie (* 1947), britische SängerinJulie Tippetts (* 1947)

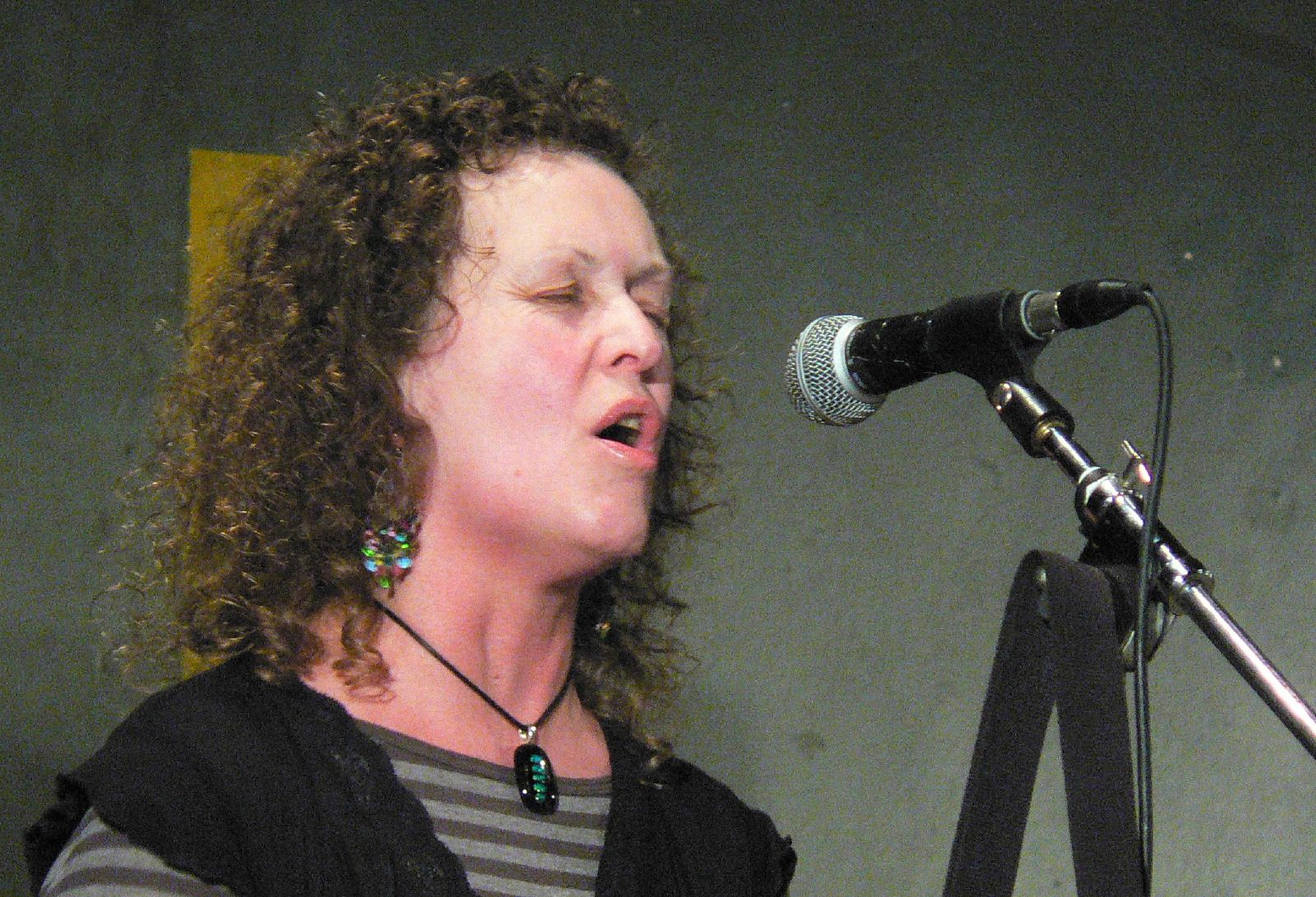
Julie Tippetts (* 1947)

- Tippin, Aaron (* 1958), US-amerikanischer Country-Sänger und Songwriter
- Tipping, Dennis (1939–2025), australischer Sprinter
- Tippings, Greg, walisischer Squashspieler
- Tippit, J. D. (1924–1963), US-amerikanischer Polizist
- Tippkötter, Nils (* 1977), deutscher Chemiker und Professor für Bioverfahrenstechnik an der FH Aachen
- Tippkötter, Rolf (* 1946), deutscher Bodenkundler
- Tippl, Janine (* 1982), deutsche Musicaldarstellerin
- Tippler, Tamara (* 1991), österreichische Skirennläuferin
- Tippmar, Emil Hugo (1885–1954), Schweizer Textilunternehmer
- Tippner, Anja (* 1963), deutsche Slawistin und Hochschullehrerin
- Tippu-Tip († 1905), arabischer Sklaven- und Elfenbeinhändler

### Tips
- Tips, Ernest Oscar (1893–1978), belgischer Ingenieur und Flugzeugkonstrukteur
- Tipsarević, Janko (* 1984), serbischer Tennisspieler

### Tipt
- Tiptakzi, babylonischer Herrscher der Kassitendynastie
- Tiptoft, John, 1. Earl of Worcester (1427–1470), englischer Staatsmann
- Tipton, Billy (1914–1989), US-amerikanischer Jazzmusiker
- Tipton, George Aliceson (1932–2016), amerikanischer Komponist, Musikarrangeur und Dirigent
- Tipton, Glenn (* 1947), britischer Gitarrist, Mitglied der Band Judas PriestGlenn Tipton (* 1947)

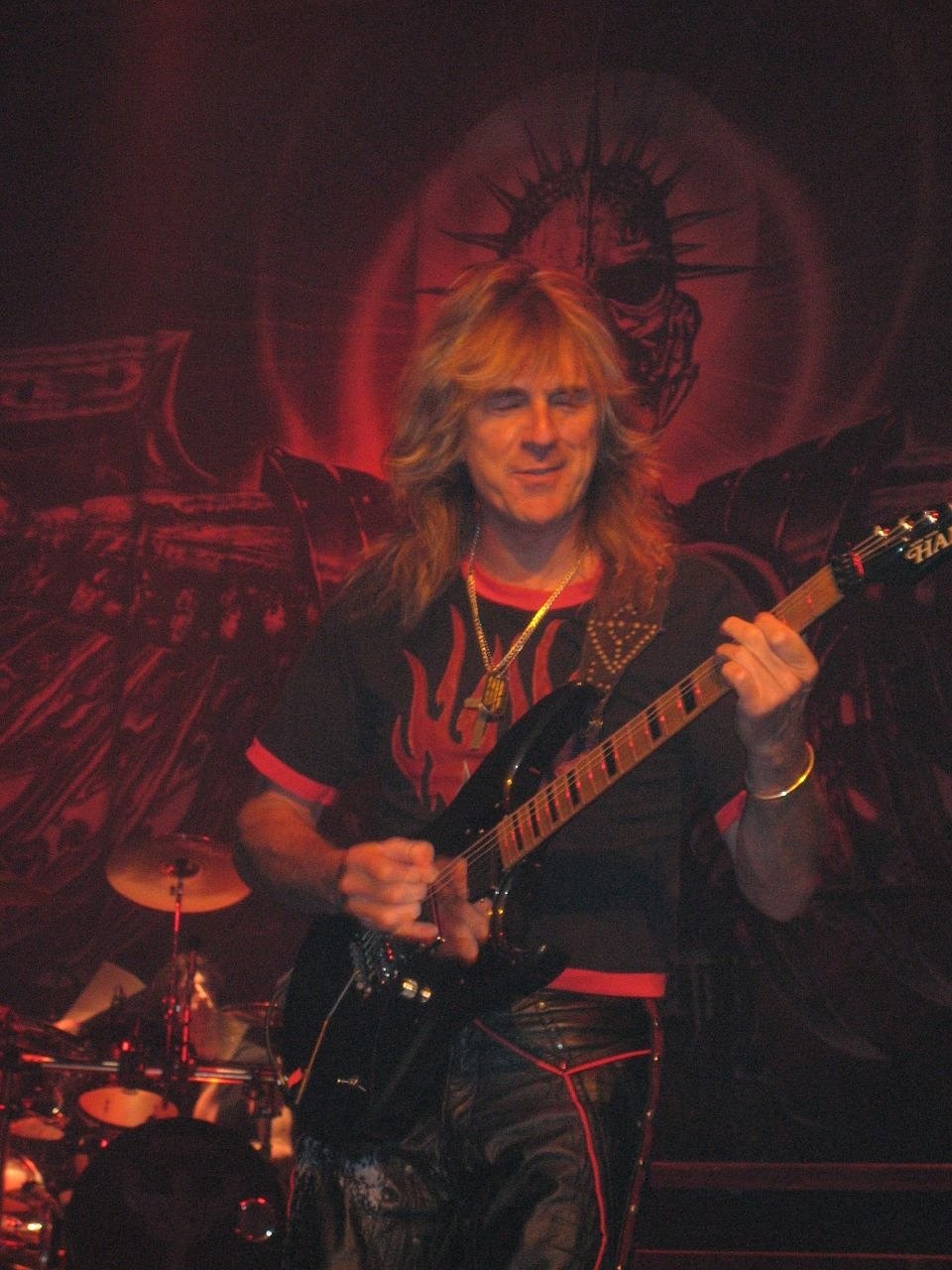
Glenn Tipton (* 1947)

- Tipton, John (1786–1839), US-amerikanischer Armeeoffizier und Politiker (Demokratische Partei)
- Tipton, Lio (* 1988), US-amerikanische Eiskunstläuferin, Schauspielerin und Model
- Tipton, Scott (* 1956), US-amerikanischer Politiker
- Tipton, Thomas (1817–1899), US-amerikanischer Politiker
- Tipton, Thomas (1926–2007), US-amerikanischer Opernsänger (Bariton) und Schauspieler
- Tipton, Thomas F. (1833–1904), US-amerikanischer Politiker
- Tiptree, James junior (1915–1987), US-amerikanische Science-Fiction-Schriftstellerin

### Tipu
- Tipuric, Justin (* 1989), walisischer Rugbyspieler
- Tipurić, Toni (* 1990), österreichischer Fußballspieler